# 圣爱堂
圣爱堂（英語：Agape Church）是中国重庆市一座有较大影响的基督新教教堂，位于该市渝中区民权路55号。
该堂原名“社交会堂”，由美以美会（1939年改名卫理公会）创建于1900年。1939年毁于日军的重庆大轰炸，1943年重建。1998年被拆迁，租用影剧院礼拜8年时间，到2005年迁入新堂，并更名为圣爱堂。